# Faro de Arecibo
El Faro de Arecibo o Faro de los Morrillos es un histórico faro localizado en la ciudad de Arecibo, Puerto Rico. Su nombre proviene de su ubicación sobre un rocoso promontorio llamado Punta Morrillos. El faro fue diseñado por el ingeniero José María Sainz y se construyó entre 1897 y 1898 como un faro de tercer orden, y fue uno de los últimos faros construidos en Puerto Rico como parte del plan general de faros del Gobierno español de la isla.
El estilo de construcción es neoclásico con una forma rectangular de 12,29 metros de ancho por 25,65 metros de largo, que sujeta una torre hexagonal cubierta por una cúpula de bronce con la luminaria. La lente original era una Fresnel de tres niveles, con un radio de 29 km. La torre hexagonal tenía una luminaria de hierro forjado, vidrio y cobre y estaba rodeada de un balaustre también de hierro forjado. Originalmente, tanto la torre como el edificio estaban pintados de blanco con detalles en gris plomo. Los pisos eran de mármol blanco y gris, excepto en la vivienda de los fareros donde eran de madera.
En 1931 la lámpara de queroseno fue sustituida por una bombilla con energía generada durante un tiempo por un molino de viento instalado en el techo. Antes de 1949 se sustituyó la balaustrada de hierro de la torre por un pretil de cemento y en 1959 se hicieron renovaciones sustanciales que incluyeron la sustitución del techo de ladrillos por uno de hormigón. El faro fue automatizado y cerrado en el 1964, año a partir del cual comenzó a ser víctima de la decadencia y el vandalismo. La lente Fresnel fue averiada en 1975 y destruida en 1977. Actualmente, tiene una lente de 190 mm con un flash blanco cada cinco segundos.
En 1994 se realizó una rehabilitación y, actualmente, además de su función de faro, es un museo y parque. No se debe confundir con el Faro de Cabo Rojo, conocido como el Faro de Los Morrillos de Cabo Rojo.